# Binali Yıldırım
Binali Yıldırım (n. Refahiye, provincia de Erzincan, Turquía, 20 de diciembre de 1955) es un político turco.
Desde el 24 de mayo de 2016 al 9 de julio de 2018 fue primer ministro de Turquía fue designado por el presidente de Turquía Recep Tayyip Erdoğan, como nuevo Líder del Partido de la Justicia y el Desarrollo y como primer ministro.

## Biografía
Fue presidente de la compañía de transbordadores rápidos de Estambul (IDE) de 1994 a 2000. Fue elegido diputado en las listas del AKP en 2002 y fue nombrado ministro de Transporte por el primer ministro Abdullah Gül al ganar AKP las elecciones generales del mismo año. En 2003 fue confirmado en el mismo puesto por Recep Tayyip Erdoğan, que sucedió a Gül y ocupó el cargo de primer ministro de manera ininterrumpida desde marzo de 2003 hasta agosto de 2014. En 2004, con motivo del descarrilamiento de un tren rápido, que causó 41 muertos y 80 heridos, se negó a su renuncia como ministro que había sido solicitada por partidos de la oposición. Como ministro promovió muchos proyectos importantes de transporte: entre ellos, el enlace ferroviario Marmaray, que combina la parte europea y la parte asiática de Estambul a través de un túnel bajo el Bósforo, la red ferroviaria de alta velocidad y la mejora de la red de carreteras,autopistas y aeropuertos de Turquía.
En 2013 se vio salpicado por un escándalo de corrupción que involucró a varios miembros del gobierno y con motivo de una remodelación del Gobierno dejó el ministerio. Al año siguiente, se postuló para alcalde de Esmirna, pero fue derrotado por Aziz Kocaoglu, candidato miembro del Partido Republicano del Pueblo (CHP). En junio del mismo año, fue nombrado como principal asesor presidencial del presidente turco Recep Tayyip Erdoğan. El 19 de mayo de 2016, el Comité Ejecutivo Central del AKP nombró líder del partido a Yildirim. La elección fue formalizada el 22 de mayo en el segundo congreso extraordinario del partido, y dos días después, el 24 de mayo del 2016, se convirtió en el primer ministro número 29 de Turquía al suceder en el cargo a Ahmet Davutoğlu.
En 2019 se presentó como candidato a la alcaldía metropolitana de Estambul en las elecciones locales del 31 de marzo como representante del AKP.